# 圣艾蒂安欧克洛
圣艾蒂安欧克洛（法語：Saint-Étienne-aux-Clos，法語發音：[sɛ̃.t‿etjɛn o klo]）是法国科雷兹省的一个市镇，属于于塞勒区。

## 地理
圣艾蒂安欧克洛（45°34'7"N, 2°27'38"E）面积34.78 平方千米，位于法国新阿基坦大区科雷兹省，该省份为法国中南部省份，北起上维埃纳省和克勒兹省，西接多爾多涅省，南至洛特省，东临多姆山省和康塔爾省。
与圣艾蒂安欧克洛接壤的市镇（或旧市镇、城区）包括：艾克斯、梅利讷、孔福朗波尔迪约、博尔附近圣博内、圣埃克叙佩里-莱罗什、圣弗雷茹、塔拉米、萨韦讷。
圣艾蒂安欧克洛的时区为UTC+01:00、UTC+02:00（夏令时）。

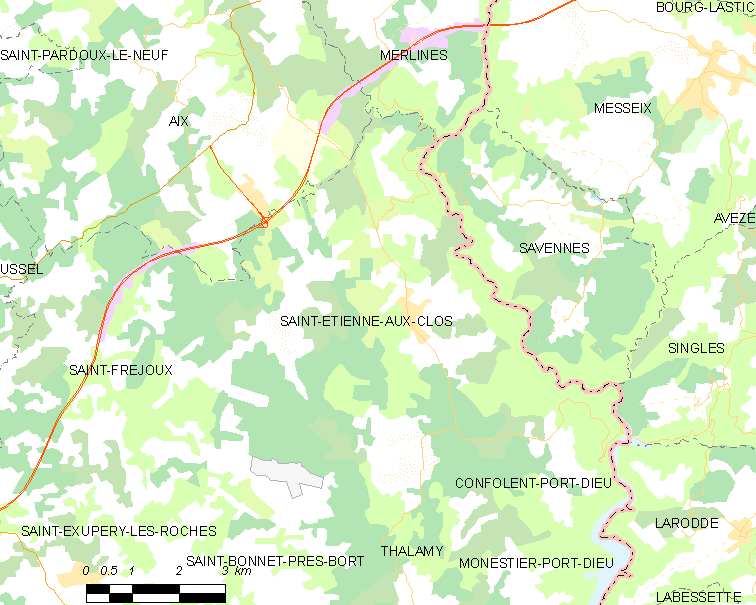
圣艾蒂安欧克洛的OSM定位图

## 行政
圣艾蒂安欧克洛的邮政编码为19200，INSEE市镇编码为19199。

## 政治
圣艾蒂安欧克洛所属的省级选区为上多尔多涅县。

## 人口

1962-2008年间圣艾蒂安欧克洛人口变化图示

圣艾蒂安欧克洛于2022年1月1日时的人口数量为245人。